# Colobura dirce
Colobura dirce — бабочка семейства Нимфалиды. Обитает в Центральной и на севере Южной Америки. Бабочки часто встречаются питающимися на вытекающем древесном соке и забродивших фруктах.

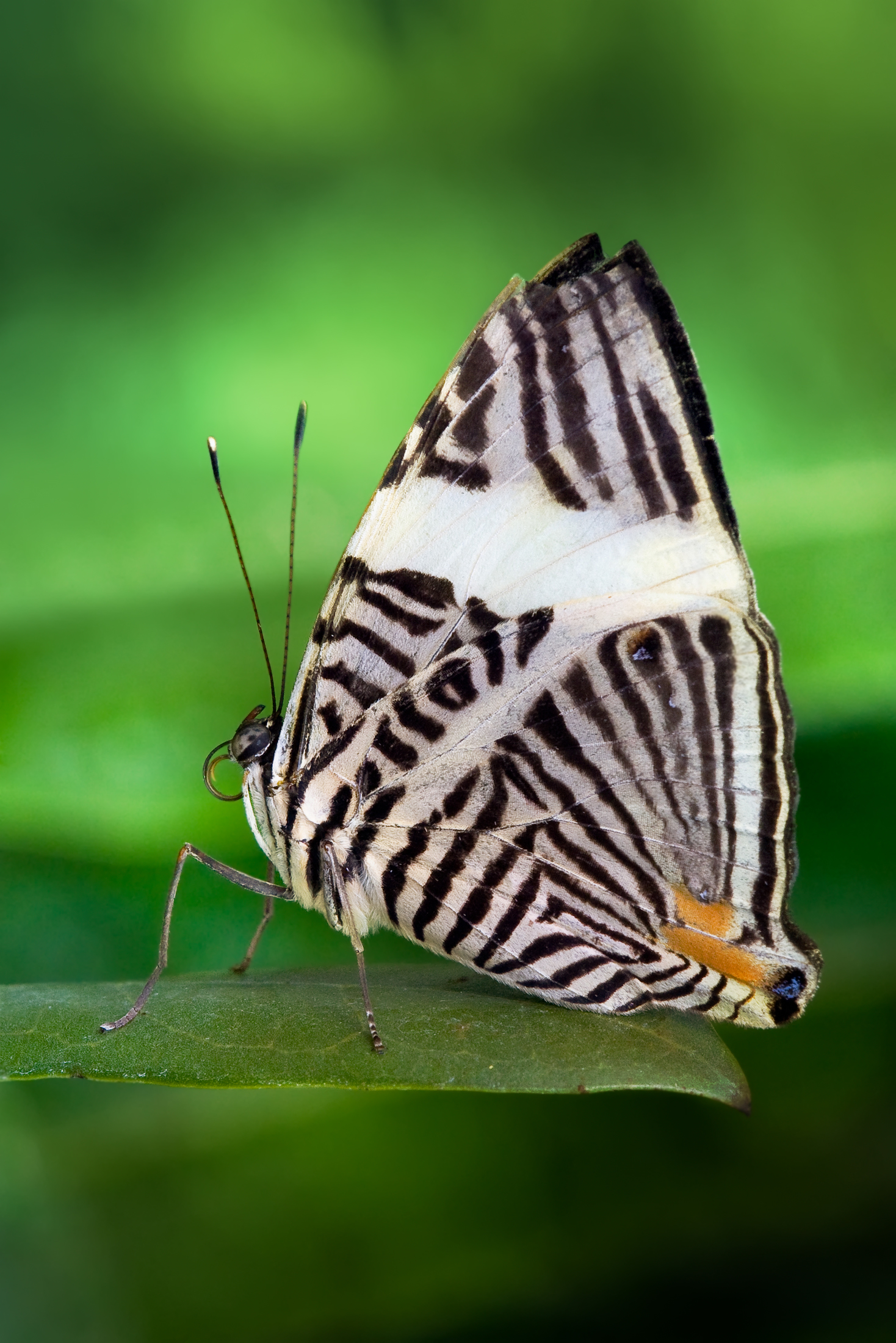
Нижняя сторона крыльев

Длина переднего крыла около 33 мм. Окраска верхней стороны крыльев однотонная тёмно-коричневая или бурая. На передних крыльях находится широкая косая полоса, проходящая от костального к медиальному краю крыла, светло-жёлтого цвета.
Нижняя сторона крыльев белая или бело-серая, с множественными узорами, образованными тонкими чёрными полосками.
Гусеницы питаются растениями рода Cecropia.

## Подвиды
Выделяют два подвида:
- C. d. dirce (Linnaeus, 1758)
- C. d. wolcotti Comstock, 1942